# Pucciniaceae
Pucciniaceae es una familia de hongos basidiomicetos que causan enfermedades a las plantas. La familia contiene 20 géneros y más de 4.900 especies. Son conocidos como royas. 

## Géneros
| - Chrysella - Chrysocyclus - Chrysopsora - Cleptomyces - Coleopucciniella - Corbulopsora - Cumminsiella - Cystopsora - Endophyllum - Gymnosporangium | - Kernella - Miyagia - Polioma - Puccinia - Ramakrishnania - Roestelia - Stereostratum - Uromyces - Xenostele - Zaghouania |